# Symplocos nivea
Espèce
Statut de conservation UICN

 EN B1+2c : En danger
Symplocos nivea est une espèce de plantes à fleurs du genre Symplocos de la famille des Symplocaceae.